# Логар, Анже
Анже Логар (словен. Anže Logar; род. 15 мая 1976, Любляна) — словенский политический и государственный деятель, дипломат, экономист. Директор правительственного отдела внешних сношений в первых двух правительствах Янши, официальный представитель во время словенского председательства в Совете Европейского Союза 2008 года, министр иностранных дел Словении в третьем правительстве Янши с 13 марта 2020 по 1 июня 2022 года.

## Биография
В 2000 году окончил экономический факультет Люблянского университета. В январе 2006 года завершил магистратуру по государственному управлению и европеистике. В июле 2016 года получил степень доктора на факультете прикладных общественных наук.
Трудовую деятельность начал в 2000 году в отделе маркетинга SKB Bank (группа Société Générale). Учитывая вступление Словении в ЕС в 2003 году, переехал в Брюссель, чтобы работать советником в составе новых словенских депутатов Европарламента от группы Европейская народная партия (SDS). Затем вошел в правительство Янеза Янши как руководитель отдела по связям с общественностью правительственного бюро по европейским вопросам (2006-07) и как директор правительственного отдела внешних сношений (2007-08); в этот период был также официальным представителем во время словенского председательства в Совете ЕС 2008 года. Когда правительство вместо Янши возглавил Борут Пахор, Логар сохранил должность руководителя коммуникационного отдела. В 2012 году переназначен директором этого отдела и во втором правительстве Янши. В следующем году назначен полномочным посланником Дирекции по экономической дипломатии Министерства иностранных дел Словении.
На местных выборах в Словении 2010 избран депутатом городского совета Любляны по списку Словенской демократической партии (SDS). Переизбран городским депутатом на выборах 2014 и 2018 годов.
На парламентских выборах 2014 года избран от Словенской демократической партии до Национального собрания Словении . Возглавлял следственный комитет по выявлению злоупотреблений в словенской банковской системе и определению причин и ответственности за вторую реорганизацию банковской системы в истории независимой Словении. Являлся членом парламентских групп дружбы с Израилем, Францией и Соединенными Штатами. Переизбран в парламент в 2018 году.
В начале 2020 года назначен министром иностранных дел в третьем правительстве Янши. На парламентских слушаниях его кандидатуры назвал приоритетом расширение дипломатической сети, улучшение сотрудничества с Министерством обороны и укрепление отношений с соседней Хорватией, включая исполнение арбитражного решения по спору по Пиранскому заливу. Профильный комитет одобрил его 13 голосами «за» и 7 «против».
В апреле 2020 года его критиковали за направление в Совет Европы письмо, которое, как сообщается, составил новый директор отдела внешних сношений правительства Словении Урош Урбания, где утверждается, что все средства массовой информации в Словении уходят от коммунистического режима.
Занял первое место в первом туре президентских выборов 2022 года.

## Отличия
16 февраля 2007 года по случаю Дня независимости, президент Литвы Валдас Адамкус вручил ему государственную награду — Крест спасения погибающих за его заслуги в спасении жизни гражданина Литвы, тонущего в озере Венгрии.